# كورديلة أنغولية
كورديلة أنغولية (الاسم العلمي:Cordylus angolensis) (بالإنجليزية: Angolan girdled lizard)‏ هي نوع من الحيوانات تتبع جنس الكورديلة من فصيلة الكورديلات.